# Tenuiphantes tenebricoloides
Tenuiphantes tenebricoloides là một loài nhện trong họ Linyphiidae.
Loài này thuộc chi Tenuiphantes. Tenuiphantes tenebricoloides được Ehrenfried Schenkel-Haas miêu tả năm 1938.